# あえか (声優)
あえかは、日本の女性声優。主にアダルトゲームに声をあてている。

## 出演作品
太字は主役・メインキャラクター

### ゲーム

#### 2006年
- 性奴学艶祭（夏川 藍）
- TRIANGLE
- 魔法天使ミサキ2（京極 夏美、桜庭 美幸）

#### 2007年
- 続・凌辱荘（幸田 岬）[1]
- ハラマセテ人妻（米谷 つぐみ）[2]

#### 2008年
- イヌミミバーサク（箍谷 芙柘）[3]
- 家政夫鬼平 〜住み込み女子寮で酒池肉林（手塚 瑠衣）
- ハラマセテ戦乙女（イリス）[4]
- 必殺シゴキ人 〜神聖巨乳巫女斬り（来生 芳乃）
- ふた☆まほ 〜ふたなり魔砲少女物語〜（如月羽 瑠奈）[5]

#### 2009年
- おさわがせっ! 怪盗キュアフローネ2（アンバー）[6]
- 魔法少女マジカル☆ドルチェ（マジカル☆ショコラ）[7]